# Sao Kim bắn tim sao Hỏa
Sao Kim bắn tim sao Hỏa (tên cũ: Chồng nhà người ta) là một bộ phim truyền hình được thực hiện bởi Trung tâm Phim truyền hình Việt Nam, Đài Truyền hình Việt Nam do Bùi Quốc Việt làm đạo diễn. Tên bộ phim được dựa trên cuốn sách Đàn ông đến từ sao Hỏa, đàn bà đến từ sao Kim của John Gray. Phim phát sóng vào lúc 21h40 thứ 5, 6 hàng tuần bắt đầu từ ngày 27 tháng 6 năm 2024 và kết thúc ngày 1 tháng 11 năm 2024 trên kênh VTV3.

## Nội dung
Sao Kim bắn tim sao Hỏa là câu chuyện xoay quanh cuộc hôn nhân của ba cặp vợ chồng. Ở họ có điểm chung là ba cuộc hôn nhân đều đứng trước nguy cơ tan vỡ. Trên hành trình bảo vệ hạnh phúc gia đinh, mỗi người cần mở rộng góc nhìn, đặt mình vào vị trí của người khác để hiểu hơn thực tế cuộc sống và hiểu về chính người bạn đời của mình.

## Diễn viên

### Diễn viên chính
- Nguyễn Mạnh Quân trong vai Anh Hào
- Diễm Hằng trong vai Hoàng Yên
- Quang Minh trong vai Đình Quý
- Nguyễn Minh Thu trong vai Phương Đào
- Phạm Tiến Lộc trong vai Thượng úy Nguyễn Đức Nghiêm
- Bích Ngọc trong vai Trang
- Đặng Minh Cúc trong vai Khánh

### Diễn viên phụ
- Phú Đôn trong vai Ông Mạnh
- Thanh Bình trong vai Thắng
- Bảo Anh trong vai Sơn
- Lý Chí Huy trong vai Quang
- Lê Hoàng Chải trong vai Vũ
- Huỳnh Hồng Loan trong vai Vân
- Hoàng Linh Chi trong vai Thương
- Trần Vân trong vai Thơm
- Hàn Trang trong vai Huyền
- Hồng Liên trong vai Trinh
- Lương Ngọc Dung trong vai Mận
- Quế Hằng trong vai Chủ trọ
- Thảo Vân trong vai Chủ trọ
- Hoàng Du Ka trong vai Diễn viên vào vai xã hội đen
- Lâm Đức Anh trong vai Diễn viên vào vai xã hội đen
- Nguyễn Duy Trường trong vai Thanh niên thuê trọ
- Thanh Dương vai Ông chủ cửa hàng
- Đào Hoàng Yến vai Phú bà
- Tuấn Mõ trong vai Người sử dụng ma túy
- Hoàng Huy trong vai "Thầy bói"

Cùng một số diễn viên khác...

## Ca khúc trong phim
- "Em không được phép buồn rầu", do Kis sáng tác và thể hiện.
- "Lần đầu tiên", do Emcee sáng tác và thể hiện.

## Sản xuất
Sao Kim bắn tim sao Hỏa do Bùi Quốc Việt làm đạo diễn. Đây là dự án của Bùi Quốc Việt sau bộ phim truyền hình năm 2023, Không ngại cưới, chỉ cần một lý do. Mạnh Quân, Diễm Hằng, Quang Minh, Minh Thu, Tiến Lộc và Bích Ngọc lần lượt đảm nhận các vai chính trong phim, ngoài ra bộ phim còn có sự góp mặt của một số diễn viên như Hàn Trang, Minh Cúc, Lý Chí Huy… Tác phẩm đánh dấu sự trở lại của Bích Ngọc sau 4 năm kể từ phim truyền hình năm 2021 Hương vị tình thân. Phim đồng thời đánh dấu sự trở lại màn ảnh nhỏ của nữ diễn viên Hoàng Linh Chi sau bộ phim truyền hình năm 2017 Đi qua mùa hạ.
Buổi họp báo ra mắt bộ phim được tổ chức vào ngày 18 tháng 6 năm 2024 tại Hà Nội, bộ phim chính thức lên sóng khung giờ vàng vào lúc 21h40 thứ 5, thứ 6 hàng tuần bắt đầu từ ngày 27 tháng 6 năm 2024 trên kênh VTV3 (nối sóng Người một nhà).

## Thay đổi lịch phát sóng
- Hoãn 2 tập vào 25 và 26 tháng 7 vì tạm dừng mọi hoạt động giải trí do quốc tang của Tổng Bí thư Nguyễn Phú Trọng, nên dự kiến tập 9 vào ngày 1 tháng 8.